# 신장대학역
신장대학역은 2019년에 개통한 중국의 철도역이다.

## 역 주변
- 신장대학